# L'ora d'aria
L'ora d'aria è il primo album in studio del rapper italiano Vincenzo da Via Anfossi, pubblicato l'11 gennaio 2008 dalla Universal Music Group e dalle Produzioni Oblio.

## Il disco
Il CD contiene tutti i temi cari al noto rapper milanese già membro della 16K e attualmente della Dogo Gang, dalla reclusione alla guerra e la crudeltà della strada. Il disco è una sorta di ruvida descrizione di temi autobiografici che sempre più spesso accomunano la vita dei giovani delle periferie anche d'Italia. Vincenzo si avvale di qualche collaborazione di membri della stessa Dogo Gang ma anche di altri artisti quale Loretta Grace e Entics. L'album contiene la bonus track 9 mm, brano underground già apparso nel mixtape di Marracash e della Dogo Gang Roccia Music I.

## Tracce
1. Anfossi
2. Il primo e l'ultimo
3. Come se (feat. Entics)
4. Cartier (feat. Guè, Jake La Furia)
5. State buoni
6. Popolari (feat. Marracash)
7. Mai solo
8. Non hanno cuore (feat. Ted Bundy)
9. Dentro me
10. My Love (feat. Ask)
11. Lady Vizio (feat. Loretta Grace)
12. Somalia
13. 9mm (Bonus Track)

Tutte le Produzioni sono di Deleterio, tranne la 2, la 4, la 7 e la 10 che sono di Don Joe.